# رباعي بورات الليثيوم
 رباعي بورات الليثيوم مركب كيميائي له الصيغة Li2B4O7، ويكون على شكل مسحوق أبيض.

## الخواص
- ينحل رباعي بورات الليثيوم في الماء، ولمحاليله المائية ناقلية كهربائية أقل من رباعي بورات الصوديوم (البورق أو البوراكس).

## الاستخدامات
- يستخدم بورات الليثيوم عموماً في تصنيع أنواع خاصة من الزجاج، [3] والذي يستخدم من أجل دراسة خواص إضافة مركبات ومواد أنيونية أخرى إلى الزجاج مثل أكسيد الثاليوم.[4]
- يستخدم مصهور بورات الليثيوم والذي هو عبارة عن مزيج من رباعي بورات الليثيوم وميتابورات الليثيوم LiBO2 من أجل معالجة وإذابة المعادن الجيولوجية المختلفة، وذلك تحضيراً لدراسة خواصها باستخدام وسائل تحليلية مختلفة مثل فلورية الأشعة السينية، والبلازما المقترنة بالتحريض inductively coupled plasma ومطيافية الامتصاص الذري.[5][6][7]